# 新村礼子
新村 礼子（にいむら れいこ、1928年2月17日 - 2011年3月23日）は、日本の女優、声優。劇団昴に所属していた。

## 来歴・人物
東京都出身。共立女子専門学校（現:共立女子大学）卒業。文学座、劇団雲を経て、1976年から劇団昴に所属。舞台を中心に活動。夫は、文学座以来行動を共にしている劇団昴所属の俳優・内田稔。
1992年、『セールスマンの死』で、第27回紀伊國屋演劇賞を受賞。
2011年3月23日、慢性閉塞性肺疾患により死去。83歳没。

## 出演作品

### テレビドラマ
- ザ・ガードマン（TBS・大映テレビ室）
  - 第7話「狂った獣」（1965年）
  - 第43話「顔の消えた男」（1966年）
  - 第151話「氷と死神」（1968年）
  - 第315話「危険な18歳の奥さん」（1971年）
- 松本清張シリーズ 「顔」（1966年、KTV）
- 風 第9話「走れ!新十郎」（1967年、TBS）
- キイハンター 第19話「死者からの電話」（1968年、TBS）
- 時間ですよ 第1シリーズ（1970年、TBS）
- 帰ってきたウルトラマン 第13話「津波怪獣の恐怖 東京大ピンチ!」・第14話「二大怪獣の恐怖 東京大龍巻」（1971年、TBS・円谷プロ） - 海神丸船員の家族 ※第14話はクレジットのみ
- NHK連続テレビ小説「藍より青く」（1972年〜1973年、NHK）
- 雑居時代（1973年、NTV）
- ポーラテレビ小説「愛子」（1973年 - 1974年、TBS） - ばあや
- 岸辺のアルバム 第10話（1977年、TBS） - 徳永夫人
- 快傑ズバット 第15話「哀しき母の子守り歌」（1977年、12ch） - すえ
- 男たちの旅路 第3部 第1話「シルバー・シート」（1977年、NHK）
- 横溝正史シリーズII / 仮面劇場（1978年、MBS） - 大道寺珠代
- 男!あばれはっちゃく（1980年、テレビ朝日）
- 銀河テレビ小説 （NHK）
  - 「まわりみち」（1981年） - よね
  - 「憤激の恋」（1982年）
- 土曜ワイド劇場
  - 「滋賀銀行九億円横領事件 女の決算」（1981年、ANB）
  - 「千草検事シリーズ 青いカラス連続殺人 女の肌を焼く恨みの炎」（1986年、ABC）
  - 「殺意のお茶会」（2000年、ANB） - 老婆
- ザ・サスペンス （TBS）
  - 「松本清張の時間の習俗」（1982年）
  - 「遠野殺人事件」（1983年）
- 裸の大将放浪記 第22話「清と赤い自転車」（1987年、KTV）
- プロゴルファー祈子 第10話「血鎖の秘密」（1987年、CX）
- 愛しあってるかい!（1989年、CX）
- 腕におぼえあり 第1話「用心棒稼業」（1992年、NHK）
- 火曜サスペンス劇場 （NTV）
  - 「切り裂き魔」（1987年）
  - 「警部補 佃次郎(3) 艶やかな声」（1997年）
  - 「待っている妻」（1997年）
- 金田一耕助シリーズ「悪霊島」（1999年、TBS・東阪企画） 浅井はる

### 映画
- 南の風と波（1961年、東宝） - 春江
- 妻として女として（1961年、東宝）
- どですかでん（1970年、東宝） - 洗い場の女
- 男はつらいよ 柴又慕情（1972年8月5日公開、松竹）- 戸枝屋（福井の茶店）のおばさん
- 旅の重さ（1972年、松竹） - 中年の女・遍路
- 愛を乞うひと（1998年、東宝） - 高田イネ

### テレビアニメ
- MASTERキートンCHAPTER:09 貴婦人との旅（老婦人）

### 劇場版アニメ
- 哀しみのベラドンナ
- 銀河鉄道の夜（老婆）
- パッチンして! おばあちゃん（北島ヤスエ）

### 吹き替え
- 続・青い体験（リッラ（リッラ・ブリグノン））※フジテレビ版（ソフト収録）
- タワーリング・インフェルノ（リゾレット・ミュラー（ジェニファー・ジョーンズ））※フジテレビ版（日本語吹替音声追加収録版BDに収録）
- 南部の唄（ジョニーの祖母（ルシール・ワトソン））※ポニー版
- ハリーとトント（ジェシー（ジェラルディン・フィッツジェラルド））※テレビ朝日版（再放送版がBD収録）
- ラ・ブーム（プペット）
- ミザリー（バージニア）
- ニューヨーク東8番街の奇跡（フェイ・ライリー[6]）
- はるかな国の兄弟　(ソフィア<グン・ボールグレーン>)
- おとぎの国
  - 「オズの魔法使い」(魔女マーンビ<アグネス・ムーアヘッド>)
  - 「灰色の家の秘密」(へプチバー<アグネス・ムーアヘッド>)
- 探偵スヌープ姉妹（グウェンドリン・スヌープ（ミルドレッド・ナトウィック））※テレビシリーズ
- 花嫁の父　(エレノア"エリー"・バンクス<ルース・ウォリック>)　※テレビシリーズ
- ひとすじの道「ジュリーの願い」(モリシー夫人<マッジ・ブレイク>)
- 弁護士ジャッド「危険な依頼人」(エルスペス<カーメン・マシューズ>)
- ママは太陽　#1「小さな紳士たち」(アギー・トンプソン<フラン・ライアン>)
- 陽気なネルソン　(ハリエット・ネルソン) ※テレビシリーズ　NHKで放送

### ラジオドラマ
- ヤン坊ニン坊トン坊（1954 年- 1957年、NHKラジオ第1） - トマト[3]